# Вільхерінг
Вільхерінг (нім. Wilhering) — ярмаркова комуна (нім. Marktgemeinde) в Австрії, у федеральній землі Верхня Австрія.
Входить до складу округу Лінц. Населення становить 5467 чоловік (станом на 1 січня 2005 року). Займає площу 30 км². Офіційний код — 4 10 22.

## Політична ситуація
Бургомістр комуни — Маріо Вольфганг Мюльбек (СДПА) за результатами виборів 2003 року.
Рада представників комуни (нім. Gemeinderat) має 31 місце:
- СДПА — 16 місць.
- АНП — 11 місць.
- Зелені — 3 місця.
- АПС — 1 місце.